# 이성원 (1725년)
이성원(李性源, 1725년 ~ 1790년)은 조선의 문신이다. 본관은 연안(延安). 자는 선지(善之), 호는 호은(湖隱)이다. 1788년(정조 13) 좌의정에 올랐다.

## 생애
1763년 증광문과에 을과로 급제하여 교리, 수찬, 부교리, 부수찬을 지내고 수찬을 지낸 뒤 부교리, 교리, 헌납을 지내고 충주어사를 거쳐 안핵어사가 되고 이후 부교리, 부수찬을 거쳐 승지로 당상관이 되고, 이후 대사간, 좌승지를 거쳐 승지와 대사간을 수차례 지냈고 이후 경상도관찰사로 외직에 나갔다가 사간원대사간으로 돌아와서 이후 형조참판이 되고 강화유수로 다시 외직에 나가지만 곧 정조의 신임이 두터워 동지경연사를 겸하다가 이후 사헌부대사헌, 형조판서를 하다가 선혜청제조를 겸하고 병조판서와 홍문관제학을 거쳐 의정부우참찬이 되는데 이후 다시 병조판서가 되고 홍문관제학, 형조판서, 병조판서를 거쳐 이후 병조판서로써 동지경연사를 겸하다가 이후 예문관제학, 형조판서, 병조판서를 지내고 홍문관제학으로 다시 임명된 뒤 호조판서로 승진, 곧 예문관제학, 호조판서, 병조판서를 지내고 홍문관제학으로 다시 임명되었다가 평안도관찰사로 외직에 나갔다. 정조의 신임이 커서 다시 공조판서가 되고 개성유수와 규장각제학을 거쳐 병조판서가 되고 개성유수, 함경도관찰사에 이어 의정부우참찬이 되고 홍문관제학에 있다가 1788년 우의정이 되고 곧 좌의정이 되었다. 이후 판중추부사로 물러나 정치자문을 담당하다 1790년에 사망한다. 시호는 문숙(文肅)이다.